# Jean Savin
Jean Savin   (Saint-Étienne-du-Bois, 25 d'octubre de 1765 - Montaigu, 29 de març de 1796) fou un militar francès i oficial reialista de la Revolta de La Vendée.

## Biografia
Nascut en el si d'una família del Poiteu, fill de Jean René Savin i Louise Gauvrit, ric propietari i elector al cantó de La Garnache, Jean Savin es va unir a l'aixecament de la Vendée el 1793 i va lluitar primer en l'exèrcit de Jean-Baptiste Joly, va participar en els fers abans en els Sables d'Olonne.
Anomenat "Le Pelé" a causa de la calvície primerenca, va dirigir les bandes de Saint-Étienne-du-Bois i els seus voltants. El seu germà, Louis, encapçala el Comitè Reialista de Palluau1. Bon organitzador, ràpidament es va convertir en el segon de Jean-Baptiste Joly.
Va lluitar els mesos següents al Baix Poitou i es va distingir a la Segona batalla de Montaigu (1793). Cap de la divisió Palluau, va comandar 1.600 homes. El 1795 es va negar a signar el Tractat de Jaunaye i a l'agost, va assegurar un desembarcament d'armes per part dels britànics, i es va presentar al desembre.
Agafa les armes sota el comandament de François de Charette. Després de la mort de Charette el març de 1796, Savin va ser l'últim líder vendeà important a romandre sota les armes. Finalment va ser sorprès pels republicans el 28 d'abril al llogaret de La Vergne, a Saint-Étienne-du-Bois, i va continuar fins al Lucs-sur-Boulogne on va ser capturat. Després va ser afusellat a Montaigu.